# Пуэрто-Авентурас
Пуэрто-Авентурас (исп. Puerto Aventuras, дословно: порт приключений) — курортный посёлок в Мексике, в штате Кинтана-Роо, входит в состав муниципалитета Солидаридад. Расположен в центральной части туристической зоны Ривьера Майя на побережье Карибского моря. Численность населения, по данным переписи 2020 года, составила 22 878 человек.

## Общие сведения
Поселение было основано в 1984 году по проекту Романа Риверы Торреса.
Через Пуэрто-Авентурас проходит шоссе 307. К север-западу от шоссе расположен жилой район, а к юго-востоку туристическая зона на побережье Карибского моря. Здесь расположены отели, частные виллы, пристани для яхт, поля для гольфа, рестораны, торговые центры и другие услуги.
В Пуэрто-Авентурасе расположен музей CEDAM (Центр науки и спорта акватории Мексики), в котором выставлены останки галеонов и инструментов колониальной эпохи, которые были спасены с кораблей, потопленных пиратами, грабившими испанские суда.

## Население
| Год  | Численность | Численность |
| ---- | ----------- | ----------- |
| 2000 | 1643        | [ 6 ]       |
| 2005 | 1629        | [ 7 ]       |
| 2010 | 5979        | [ 8 ]       |
| 2020 | 22 878      | [ 9 ]       |

## Фотографии

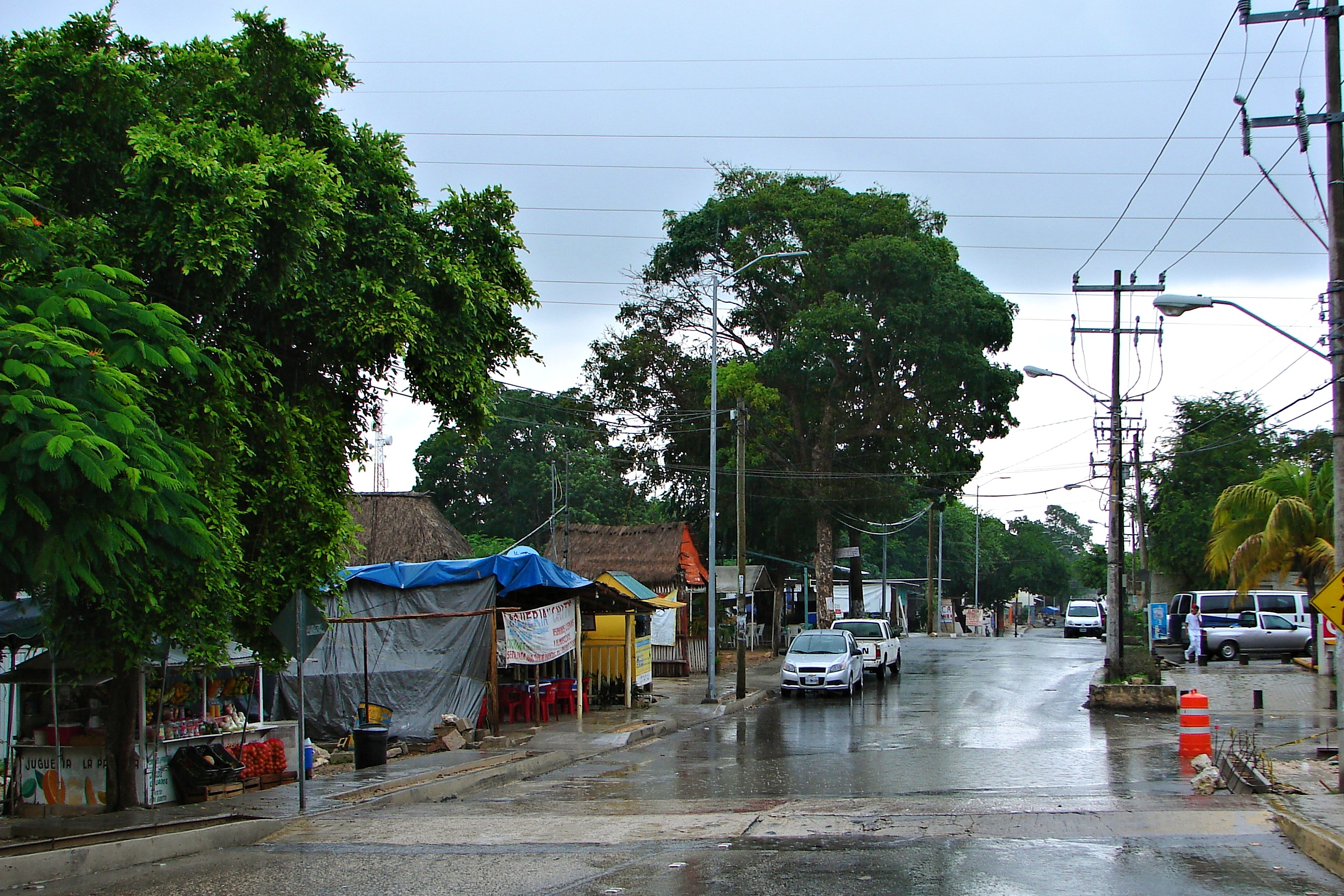
Улицы Пуэрто-Авентураса
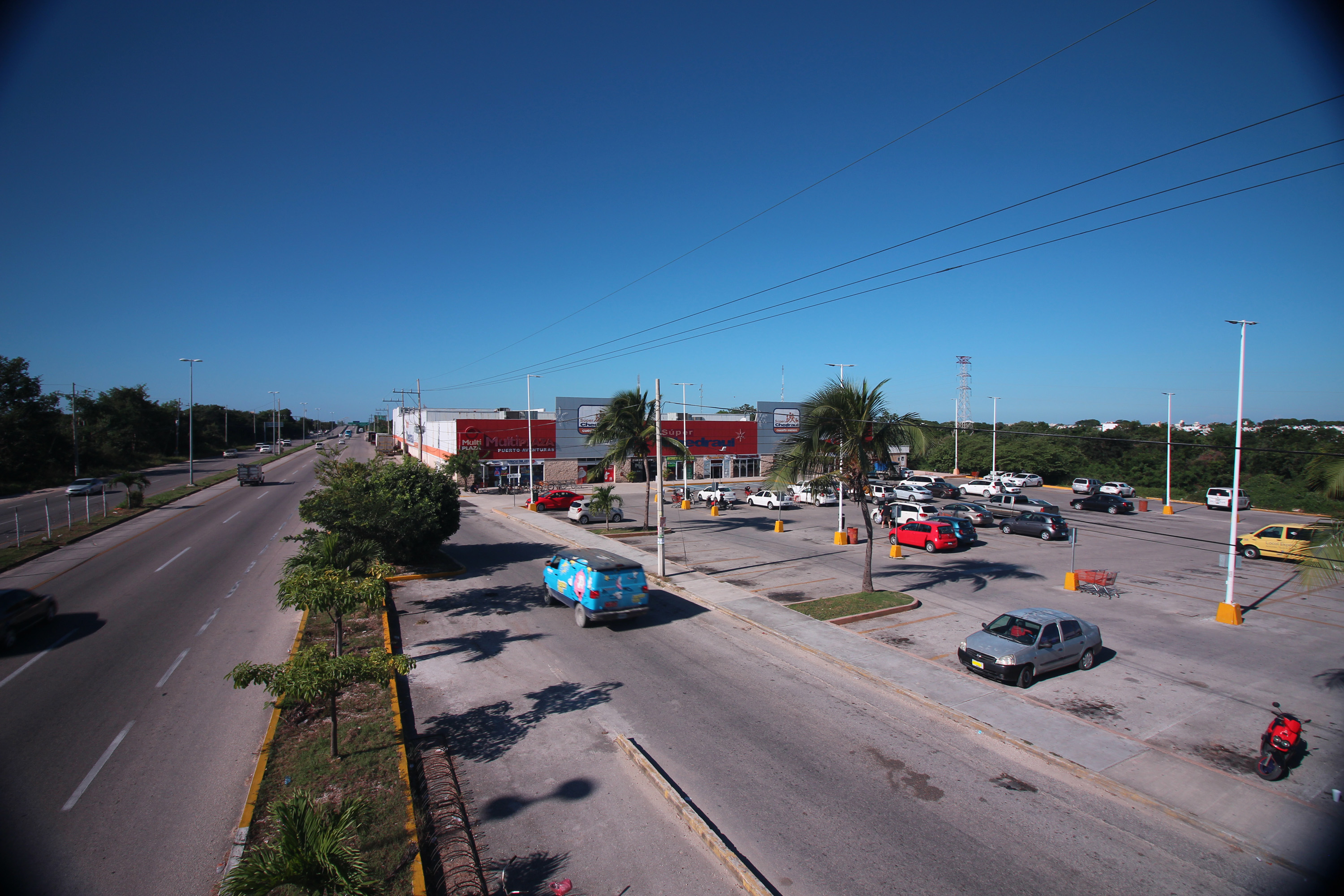
Вид с виадука расположенного над шоссе 307
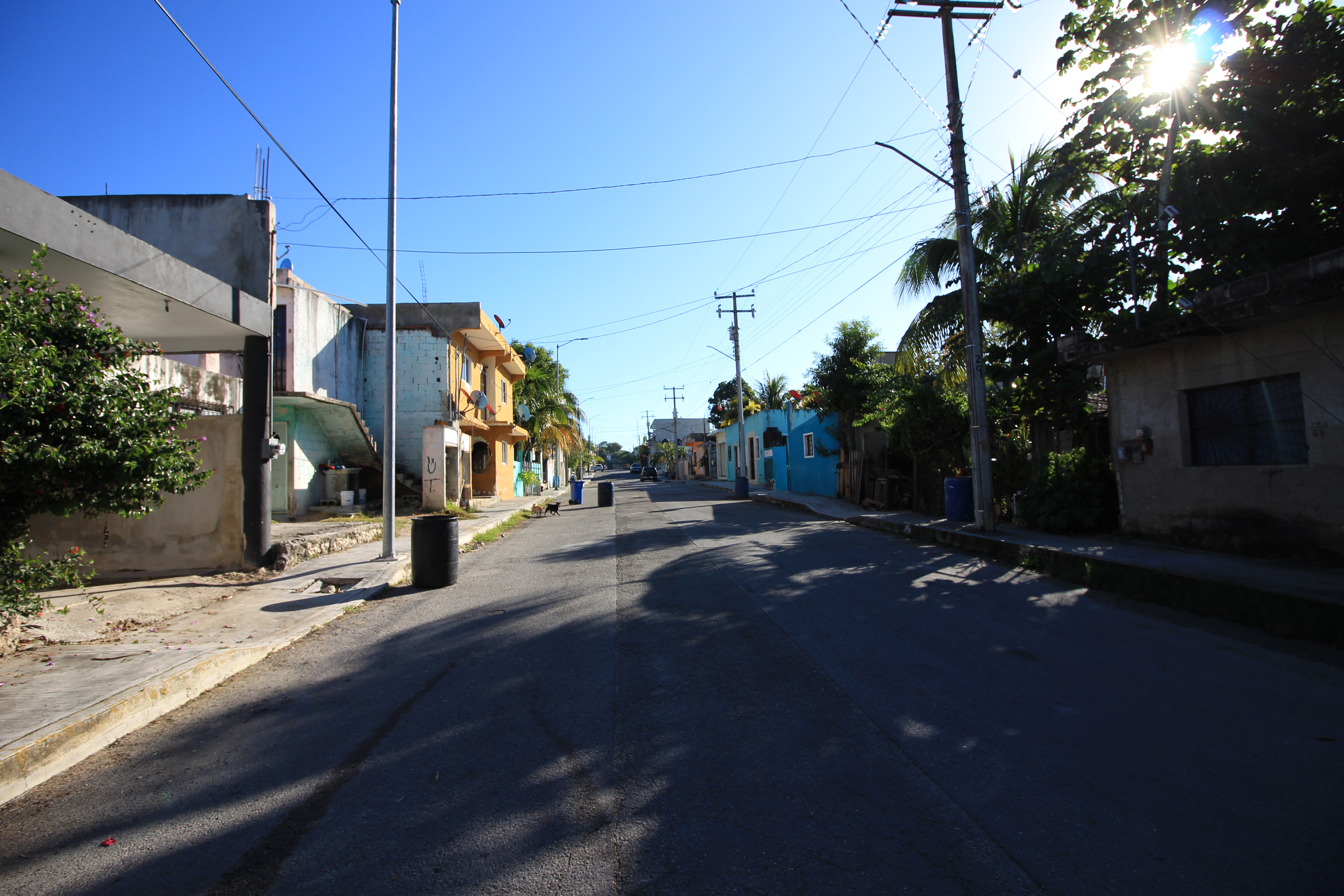
Улицы Пуэрто-Авентурас
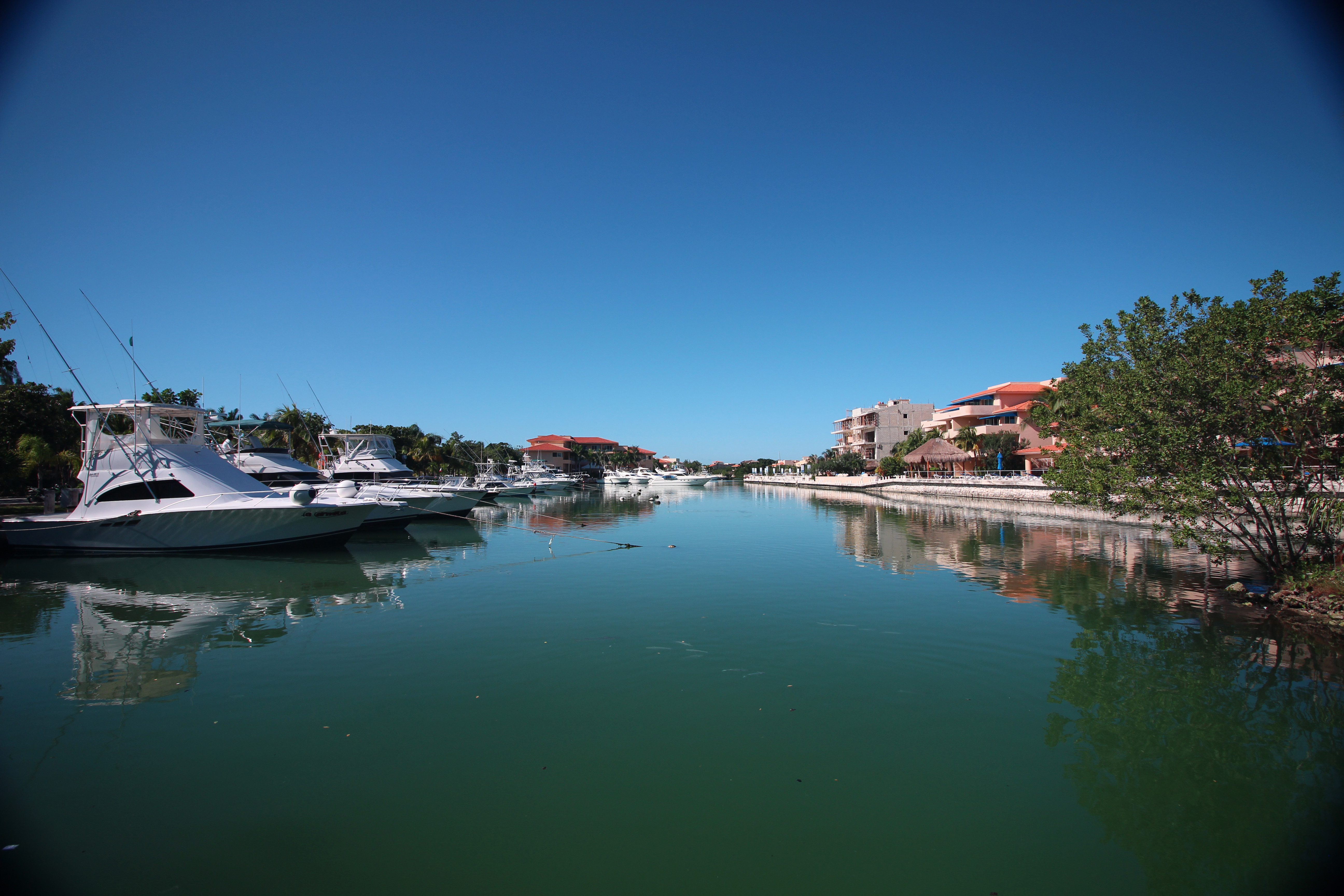
Пристани с яхтами